# Co się stało w tym kraju nad Wisłą?
Co się stało w tym kraju nad Wisłą? – singel zespołu Tilt wydany w 2002 przez wytwórnię Music Corner.

## Lista utworów
1. "Co się stało w tym kraju nad Wisłą?" (T. Lipiński/F. Dreadhunter) – 3:12
2. "Miassto fcionga (wersja '97)" (T. Lipiński/F. Dreadhunter) – 3:24
3. "Miassto fcionga (wersja '99)" (T. Lipiński/F. Dreadhunter) – 3:42
4. "Miassto fcionga (wersja ET)" (T. Lipiński/F. Dreadhunter) – 3:15
5. "Stajnie" (T. Lipiński/F. Dreadhunter) – 4:08
6. "Co się stało w tym kraju nad Wisłą?" (Video – reż. i montaż: F. Dreadhunter)

## Skład
- Tomasz Lipiński – wokal, gitara
- Franz Dreadhunter – gitara basowa
- Tomasz Czulak – perkusja
- Piotr "Lala" Lewicki – gitara

Produkcja
- Studio Chakram – (Franz Dreadhunter, Robert Nastal, Jerzy Tyndel, Tomasz Lipiński)
- Piotr "Flesz" Krasny – mastering